# Масова багатокористувацька онлайнова гра
Масова багатоосібна (або багатокористувацька) онлайн-гра (англ. massively multiplayer online game, MMO, MMOG) — мережева відеогра, в яку одночасно грає багато гравців (переважно, не менше кількох десятків, зараз найчастіше тисячі, іноді сотні тисяч).
Основною відмінністю MMO від більшості стандартних мережевих відеоігор є два чинники:
- MMO функціонує виключно через Інтернет — стандартні багатоосібні ігри можуть функціонувати, крім Інтернету, і через локальну мережу.
- в MMO одночасно грають кілька тисяч осіб — кількість одночасних учасників у стандартних багатоосібних іграх обмежується приблизно від десятка до кілька сотень людей, а в більшості випадків 64-ма, 32-ма або 16-ма гравцями.

## Основні типи MMO

### За жанром
Онлайн-ігри поділяються на два великих типи:
- Служба «шукаю партнера», тобто, гра в шутер від першої особи, автосимулятор та інші традиційні ігри з можливістю знайти партнера в Інтернеті (сюди не належать шахи, покер тощо).
- Онлайн-світ — гра, в якій багато персонажів «живуть» в одному віртуальному світі. Своєю чергою, онлайн-світи поділяються на:
  - Масові вікторини.
  - Масові стратегічні ігри (як військові, так і економічні). Як підвид, спортивні менеджери.
  - MMORPG — масова багатоосібна рольова гра.
  - MMOFPS — масовий багатоосібний 3D-шутер.
  - MMORTS — масова багатоосібна стратегія в реальному часі.
  - І інші, більш рідкісні типи. Наприклад, симулятори війни, авіасимулятори з диспетчерською службою.

Наприклад, гра War Thunder, що являє собою онлайн-авіасимулятор, де замість класичного прокачування персонажів, гравці покращують бойові машини часів Другої світової війни. Або проєкт «Бійцівський клуб», де є елементи життя у віртуальному світі, і організація боїв.

### За типом клієнта
У ролі клієнтського програмного забезпечення може виступати:
- Програма-клієнт (наприклад, World of Tanks, Lineage II, World of Warcraft).
- Термінальна програма (MUD-клієнт)
- Браузер (BBMMORPG), (наприклад, TimeZero, Танки Онлайн, Травіан, OGame, My Lands, Сфера долі, Variable World (Мінливий світ)).
- Поштовий клієнт (PBEM).
- Клієнт IRC (наприклад, у вікторині).
- Клієнт Jabber.
- Браузер Ігри для соціальних мереж.